# Západní Český hřbet
Západní Český hřbet je geomorfologický podokrsek Krkonoš. Nachází se v jejich západní části ve východní části Libereckého kraje. Menší část hřbetu se nachází na území Královéhradeckého kraje.

## Geomorfologie
Západní Český hřbet náleží do geomorfologického celku Krkonoš, podcelku Krkonošské hřbety a okrsku Český hřbet. Od severněji položeného rovnoběžného Západního Slezského hřbetu jej oddělují Labský důl a Mumlavský důl. Z jižního svahu postupně vybíhají Krkonošské rozsochy. Od západu Vilémovská hornatina, Vlčí hřbet a Žalský hřbet. Na východě jej od Východního Českého hřbetu odděluje tok Labe v prostoru Dívčích lávek. Hřbet se nachází na území Krkonošského národního parku.
| Geomorfologické členění Krkonoš                                                      | Geomorfologické členění Krkonoš | Geomorfologické členění Krkonoš                                                        |
| ------------------------------------------------------------------------------------ | ------------------------------- | -------------------------------------------------------------------------------------- |
| ČESKÁ VYSOČINA • Krkonošsko-jesenická subprovincie • Krkonošská oblast               |                                 |                                                                                        |
| KRKONOŠSKÉ HŘBETY                                                                    | Slezský hřbet                   | Západní Slezský hřbet (Vysoké kolo, 1510 m) Východní Slezský hřbet (Sněžka, 1603 m)    |
| KRKONOŠSKÉ HŘBETY                                                                    | Český hřbet                     | Západní Český hřbet (Kotel, 1435 m) Východní Český hřbet (Luční hora, 1556 m)          |
| KRKONOŠSKÉ ROZSOCHY                                                                  | Vilémovská hornatina            | Kapradnická hornatina (Bílá skála, 968 m) Rokytnická hornatina (Čertova hora, 1023 m)  |
| KRKONOŠSKÉ ROZSOCHY                                                                  | Vlčí hřbet                      | nečlení se (Vlčí hřeben, 1140 m)                                                       |
| KRKONOŠSKÉ ROZSOCHY                                                                  | Žalský hřbet                    | nečlení se (Mechovinec, 1081 m)                                                        |
| KRKONOŠSKÉ ROZSOCHY                                                                  | Černohorská hornatina           | Stráženská rozsocha (Zadní Planina, 1423 m) Černohorská rozsocha (Liščí hora, 1363 m)  |
| KRKONOŠSKÉ ROZSOCHY                                                                  | Růžohorská hornatina            | Růžohorská rozsocha (Růžová hora, 1396 m) Maloúpská rozsocha (Lysečinská hora, 1190 m) |
| KRKONOŠSKÉ ROZSOCHY                                                                  | Rýchory                         | nečlení se (Dvorský les, 1035 m)                                                       |
| VRCHLABSKÁ VRCHOVINA                                                                 | Janský hřbet                    | nečlení se (Zlatá vyhlídka S, 810 m)                                                   |
| VRCHLABSKÁ VRCHOVINA                                                                 | Lánovská vrchovina              | nečlení se (Sovinec, 765 m)                                                            |
| PROVINCIE • Subprovincie • Oblast / Celek / PODCELEK • Okrsek • Podokrsek • (vrchol) |                                 |                                                                                        |

## Vrcholy

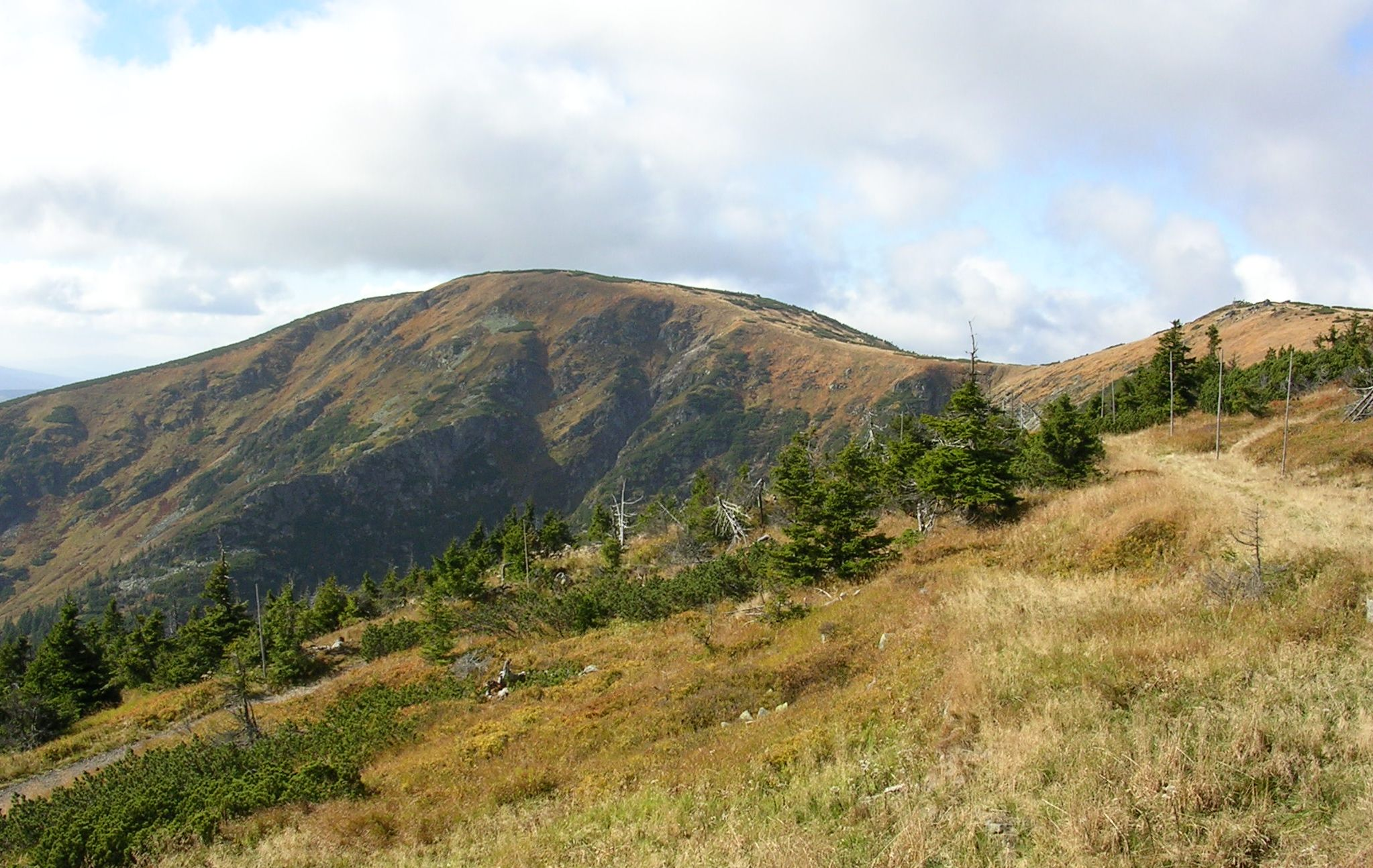
Kotel od východu

Jednotlivé vrcholy tvoří v rámci hřbetu souvislou řadu. Boční vrcholy do něj již geomorfologicky nepatří, náleží do jednotlivých Krkonošských rozsoch.
Od západu:
- Ptačinec (951 m)
- Plešivec (1209 m)
- Lysá hora (1344 m)
- Kotel (1435 m, nejvyšší vrchol)
- Harrachovy kameny (1421 m)
- Vrbatovo návrší (1412 m)
- Zlaté návrší (1411 m)
- Medvědín (1235 m)

## Vodstvo
Severně od centrální části hřbetu se nachází Pančavská louka, která je pramenným prostorem Labe a Mumlavy. Obě řeky odvodňují severní svahy hřbetu, přičemž Labe odtéká k východu a Mumlava, levý přítok Jizery, k západu. Potoky a říčky odvodňující jižní svahy hřbetu spadají, stejně jako Mumlava, do povodí Jizery. Pod Kotelními jamami se nachází jediné ledovcové jezero na české straně Krkonoš Mechové jezírko. V severovýchodním svahu Harrachových kamenů se nachází Pančavský vodopád.

## Stavby
Ve vrcholových partiích hřbetu je nejdůležitější stavbou Vrbatova bouda. Západněji umístěné Jestřábí boudy již zanikly. Na blízkém Vrbatově návrší stojí mohyla Hanče a Vrbaty. V okolí se nachází množství lehkých objektů vz. 37 budovaných v rámci výstavby československého opevnění proti nacistickému Německu před druhou světovou válkou. Pro tento účel byla k Vrbatově boudě vybudována do současnosti využívaná vojenská silnice z Horních Míseček. Ze stejného důvodu byla v roce 1938 v západním svahu Ptačince zřízena dnes již neexistující kolejová svážnice. K vrcholům hřbetu vede dvojice lanových drah, konkrétně Lanová dráha Špindlerův Mlýn - Medvědín a Lanová dráha Rokytnice - Lysá hora. Obě jsou součástí velkých lyžařských areálů.